# Uno-X Pro Cycling Team
O Uno-X Pro Cycling Team (código UCI: UXT) é um equipa de ciclismo profissional da Noruega de categoria UCI ProTeam. Participa nas divisões de ciclismo de rota UCI ProSeries, e os Circuitos Continentais da UCI, correndo assim mesmo naquelas corridas do circuito UCI WorldTour às que é convidado.

## Corredor melhor classificado nas Grandes Voltas
| Ano  | Giro d'Italia | Tour de France | Volta a Espanha |
| ---- | ------------- | -------------- | --------------- |
| 2020 | -             | -              | -               |

## Classificações UCI

### UCI Europe Tour
| Temporada | Classificação por equipas | Melhor corredor      | Posto |
| 2013      | 121.º                     | Marius Hafsas        | 969.º |
| 2014      | 74.º                      | Michael Olsson       | 130.º |
| 2015      | 125.º                     | Øivind Lukkedal      | 896.º |
| 2016      | 93.º                      | Syver Wærsted        | 749.º |
| 2017      | 67.º                      | Audun Brekke Fløtten | 197.º |
| 2018      | 52.º                      | Torjus Sleen         | 462.º |
| 2019      | 26.º                      | Andreas Leknessund   | 191.º |
| 2020      | 6.º                       | Andreas Leknessund   | 101.º |
| 2021      | 4.º                       | Rasmus Tiller        | 79.º  |
| 2022      | 4.º                       | Rasmus Tiller        | 99.º  |

## Material ciclista
A equipa utiliza bicicletas Dare e componentes Shimano.

## Palmarés
Para anos anteriores, veja Palmarés da Uno-X Pro Cycling Team

### Palmarés 2023

#### UCI WorldTour
| Datas | Corridas | Vencedor |

#### UCI ProSeries
| Datas           | Corridas                           | Vencedor           |
| 15 de fevereiro | 1.ª etapa da Volta ao Algarve      | Alexander Kristoff |
| 29 de maio      | 3.ª etapa do Tour da Noruega       | Alexander Kristoff |
| 10 de junho     | Dwars door het Hageland            | Rasmus Tiller      |
| 16 de junho     | 3.ª etapa da Volta à Bélgica (CRI) | Søren Wærenskjold  |

#### Circuitos Continentais da UCI
| Datas          | Circuito                | Corridas                                        | Vencedor          |
| 1 de fevereiro | UCI Asia Tour de 2023   | 3.ª etapa do Volta à Arábia Saudita             | Søren Wærenskjold |
| 24 de março    | UCI Europe Tour de 2023 | 3.ª etapa do Tour de Olympia                    | Erlend Blikra     |
| 31 de março    | UCI Europe Tour de 2023 | Route Adélie                                    | Fredrik Dversnes  |
| 5 de abril     | UCI Europe Tour de 2023 | 2.ª etapa do Tour da Região dos Países do Loira | Erlend Blikra     |
| 7 de abril     | UCI Europe Tour de 2023 | 4.ª etapa do Tour da Região dos Países do Loira | Fredrik Dversnes  |

#### Campeonatos nacionais
| Datas       | Corridas                                   | Vencedor          |
| 22 de junho | Campeonato da Noruega Contrarrelógio (CRI) | Søren Wærenskjold |
| 25 de junho | Campeonato da Noruega em Estrada           | Fredrik Dversnes  |

## Elenco
Para anos anteriores, veja Elencos da Uno-X Pro Cycling Team

### Elenco de 2023
| Corredor                   | Nascimento | Nacionalidade | Equipa de 2022                     |
| Jonas Abrahamsen           | 20/09/1995 | Noruega       | Uno-X Pro Cycling Team             |
| Idar Andersen              | 30/04/1999 | Noruega       | Uno-X Pro Cycling Team             |
| Louis Bendixen             | 23/06/1995 | Dinamarca     | Team Coop                          |
| Erlend Blikra              | 11/01/1997 | Noruega       | Uno-X Pro Cycling Team             |
| Anthon Charmig             | 25/03/1998 | Dinamarca     | Uno-X Pro Cycling Team             |
| Fredrik Dversnes           | 20/03/1997 | Noruega       | Uno-X Pro Cycling Team             |
| Niklas Eg                  | 06/01/1995 | Dinamarca     | Uno-X Pro Cycling Team             |
| Stian Fredheim             | 23/03/2003 | Noruega       | Uno-X Dare Development Team        |
| Jonas Gregaard             | 30/07/1996 | Dinamarca     | Uno-X Pro Cycling Team             |
| Tord Gudmestad             | 08/05/2001 | Noruega       | Uno-X Pro Cycling Team             |
| Kristoffer Halvorsen       | 13/04/1996 | Noruega       | Uno-X Pro Cycling Team             |
| Lasse Norman Hansen        | 11/02/1992 | Dinamarca     | Uno-X Pro Cycling Team             |
| Jacob Hindsgaul Madsen     | 14/07/2000 | Dinamarca     | Uno-X Pro Cycling Team             |
| Ådne Holter                | 08/07/2000 | Noruega       | Uno-X Pro Cycling Team             |
| Anders Halland Johannessen | 23/08/1999 | Noruega       | Uno-X Pro Cycling Team             |
| Tobias Halland Johannessen | 23/08/1999 | Noruega       | Uno-X Pro Cycling Team             |
| Alexander Kristoff         | 05/07/1987 | Noruega       | Intermarché-Wanty-Gobert Matériaux |
| Magnus Kulset              | 18/08/2000 | Noruega       | Uno-X Dare Development Team        |
| Sindre Kulset              | 07/08/1998 | Noruega       | Uno-X Pro Cycling Team             |
| Niklas Larsen              | 22/03/1997 | Dinamarca     | Uno-X Pro Cycling Team             |
| William Blume Levy         | 14/01/2001 | Dinamarca     | Uno-X Pro Cycling Team             |
| Erik Nordsaeter Resell     | 28/09/1996 | Noruega       | Uno-X Pro Cycling Team             |
| Marcus Sander Hansen       | 25/08/2000 | Dinamarca     | Uno-X Dare Development Team        |
| Anders Skaarseth           | 07/05/1995 | Noruega       | Uno-X Pro Cycling Team             |
| Rasmus Tiller              | 28/07/1996 | Noruega       | Uno-X Pro Cycling Team             |
| Torstein Træen             | 16/07/1995 | Noruega       | Uno-X Pro Cycling Team             |
| Martin Urianstad           | 06/02/1999 | Noruega       | Uno-X Pro Cycling Team             |
| Søren Wærenskjold          | 12/03/2000 | Noruega       | Uno-X Pro Cycling Team             |